# 언양구
언양구(한국어: 은양구, 중국어: 恩阳区, 병음: Qiánfēng Qū)는 중화인민공화국 쓰촨성 바중시의 현급 행정 구역으로 면적은 1,000km2, 인구는 620,000명이다. 2013년 1월 바저우구에서 분리되어 신설되었다.

## 행정 구역
12개 진, 12개 향을 관할한다.
- 진: 恩阳镇, 玉山镇, 茶坝镇, 观音井镇, 花丛镇, 柳林镇, 下八庙镇, 渔溪镇, 青木镇, 三河场镇, 三汇镇, 上八庙镇
- 향: 石城乡, 兴隆场乡, 关公乡, 三星乡, 舞凤乡, 双胜乡, 群乐乡, 万安乡, 尹家乡, 九镇乡, 玉井乡, 义兴乡